# Franz Ignatz Pieler
Franz Ignatz Pieler (* 18. Juli 1797 in Soest; † 16. September 1883 in Dortmund) war ein deutscher Landeshistoriker.

## Leben
Pieler machte noch als Gymnasiast den Krieg von 1815 gegen Napoleon mit. Nach dem Abschluss des Gymnasiums konnte er aus familiären Gründen nicht sofort ein Studium aufnehmen. Er widmete sich in dieser Zeit intensiv der westfälischen Landesgeschichte. Er ordnete die Stifts- und Klosterarchive in Soest und war in ähnlicher Tätigkeit auch bei dem Archiv der Bezirksregierung in Arnsberg tätig. In Bonn studierte er anfangs Theologie, konzentrierte sich später aber auf die Philologie. Nach bestandener Prüfung trat Pieler in den höheren Schuldienst ein. Zunächst war er in Dorsten tätig, ehe er 1829 zum Gymnasium Laurentianum nach Arnsberg wechselte. Dort unterrichtete er zunächst die unteren und mittleren Klassen und wurde 1839 zum Oberlehrer und 1863 zum Professor ernannt.
Er heiratete am 15. Mai 1833 Henriette Gottschalk aus Arnsberg, zwei Söhne sind aus dieser Verbindung hervorgegangen. Ein Sohn war der Bergbaufachmann und Generaldirektor Franz Pieler. Dessen Sohn, Franz Pieler, sein Enkel, war ebenfalls Bergbaufachmann.
Ab 1865 war er im Ruhestand. Nach seiner Pensionierung betätigte sich Pieler schriftstellerisch und veröffentlichte eine Reihe von Beiträgen zur westfälischen Heimatgeschichte.
In Anerkennung seiner Verdienste hat der Heimatbund Arnsberg an einem Gebäude des Klosters Wedinghausen, früher Gymnasialgebäude, eine Gedenktafel angebracht. Wegen seiner Verdienste wurde ihm auch der Rote Adlerorden IV. Klasse verliehen.
Begraben ist Pieler auf dem Eichholzfriedhof in Arnsberg.

## Werke (Auswahl)
- Geschichte des Klosters Wedinghausen bei Arnsberg und des dortigen Gymnasiums. 1. Abteilung Geschichte des Klosters bis zum Jahre 1368. Arnsberg, 1832
- Geschichtliche Nachrichten über das Stift Meschede. Lemgo, 1835.
- De Saxonum saeculi decimi moribus et artium litterarumque cultu. Arnsberg, 1842
- Probe einer methodisch-geordneten Weltgeschichte. Arnsberg, 1848
- Bruno I, Erzbischof von Köln. Arnsberg, 1851
- Die Land-Commende der Deutsch-Ordens-Ballei Westfalen zu Mülheim. Arnsberg, 1860
- Leben und Wirken Caspar’s von Fürstenberg: nach dessen Tagebüchern. Auch ein Beitrag zur Geschichte Westfalens in den letzten Decennien des 16. und im Anfange des 17. Jahrhunderts. Paderborn, 1871
- Die Rittersitze des Herzogtums Westfalen. In: Blätter zur näheren Kunde Westfalens. 1876 S. 54–103
- Das Ruhrthal. Reise auf d. Ruhrtal-Eisenbahn; mit Ausflügen in die Umgegend. Werl, 1881
- Arnsberg: Sitten, Lebensweise und Schicksale unserer Vorfahren. Geschichtliches und Erdichtetes auf geschichtlicher Grundlage. Werl, 1882
- Westfalens Süderland oder der jetzige Regierungsbezirk Arnsberg zur Zeit der deutschen Freiheitskriege. Arnsberg, 1883 Digitalisat